# Heather Lauren Olson
Heather Lauren Olson, född 12 november 1982 i San Jose i Kalifornien, är en amerikansk skådespelare, känd bland annat för att ha spelat rollen som Jane Spears i såpoperan Våra bästa år 1999–2002.